# Jean Watson
Jean Watson (* 10. Juni 1940 in Williamson, West Virginia/USA) ist eine US-amerikanische Pflegetheoretikerin und Professorin für Pflegewissenschaft an der „University of Colorado Boulder“.

## Leben
Jean Watson wurde im Jahr 1940 als das Jüngste von insgesamt acht Kindern geboren. Ihr Vater verstarb, als sie 16 Jahre alt war. Jean Watson besuchte die High School in West Virginia und anschließend die „Lewis Tale School of Nursing“ in Roanoke (Virginia). Hier erhielt sie im Jahr 1961 das Pflegediplom. 1966 schloss sie ihren Bachelor- und Masterabschluss an der University of Colorado Boulder in psychiatrischer Krankenpflege ab. 1973 erfolgte die Promotion in Pädagogischer Psychologie. Sie arbeitete anschließend als Lehrerin für Krankenpflege am Colorado University College of Nursing und wurde daselbst zur Professorin berufen.
Jean Watson entwickelte die „Theorie der menschlichen Fürsorge“. Im Mittelpunkt der Theorie steht die Idee, dass eine aufmerksamere Interaktion mit Patienten eine effektivere und kontinuierlichere Pflege mit einer tieferen persönlichen Verbindung ermöglicht. Watson ließ sich bei der Entwicklung dieser Theorie von Abraham Maslow, Carl Rogers und Pierre Teilhard de Chardin inspirieren, die alle als Pioniere der Schaffung des Konzepts des Transpersonalen gelten. Das Transpersonale ist bei Watson die intersubjektive Mensch–Mensch–Beziehung, in der die Person die Pflegekraft und umgekehrt die Pflegekraft die Person beeinflusst. In der Begegnung von Pflegekraft und derjenigen Person, der die pflegerische Zuwendung zuteilwird, treffen zwei Personen mit ihrer einzigartigen Lebensgeschichte in einer „caring occasion“, einem Anlass der Zuwendung, aufeinander.
Jean Watson gründete 2008 das „Watson Caring Science Institute“.

## Auszeichnungen
Watson wurden insgesamt sechzehn Ehrendoktorwürden verliehen, darunter dreizehn internationale Ehrendoktorwürden.

## Publikationen
- Jean Watson: Pflege: Wissenschaft und menschliche Zuwendung. Huber, Bern 1996.
- Jean Watson: Assessing and measuring caring in nursing and health sciences. 2002. Ausgezeichnet mit dem „book of the year award“ des American Journal of Nursing.